# Summer Time Gone
Summer Time Gone è un singolo della cantante giapponese Mai Kuraki, pubblicato nel 2010 ed estratto dall'album Future Kiss.

## Tracce
1. Summer Time Gone – 4:24
2. Anywhere – 5:03
3. Summer Time Gone (Instrumental) – 4:24